# Caballar
Caballar – gmina w Hiszpanii, w prowincji Segowia, w Kastylii i León, o powierzchni 16,83 km². W 2011 roku gmina liczyła 102 mieszkańców.